# Voivodat de Lublin
Lublin és un dels 16 voivodats que conformen Polònia, segons la divisió administrativa de l'any 1998.

## Cita
- Lublin – 358 251
- Chełm – 70 841
- Zamość – 66 674
- Biała Podlaska – 58 047
- Puławy – 55 125
- Świdnik – 42 797
- Kraśnik – 38 767
- Łuków – 30 727
- Biłgoraj – 26 940
- Lubartów – 25 758
- Łęczna – 23 279
- Krasnystaw - 21 043
- Tomaszów Lubelski – 20 261
- Międzyrzec Podlaski - 17 283

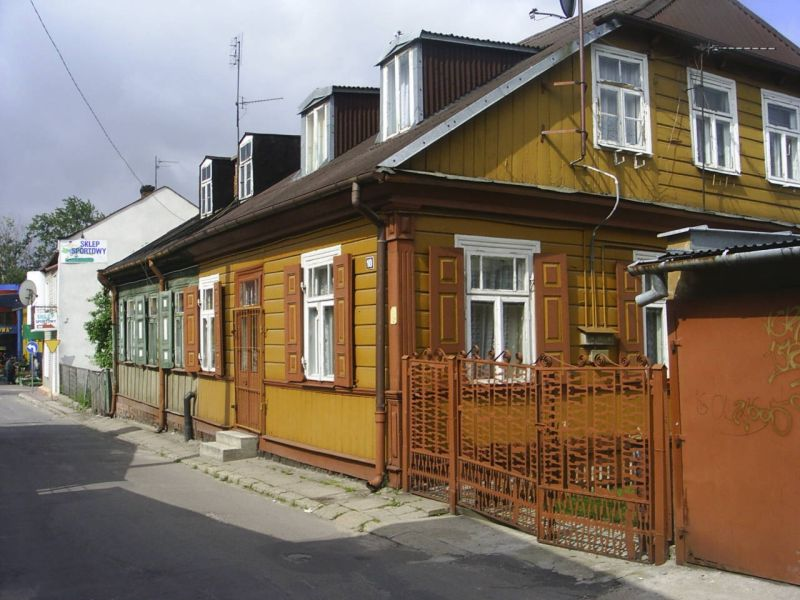
Old woodenly houses
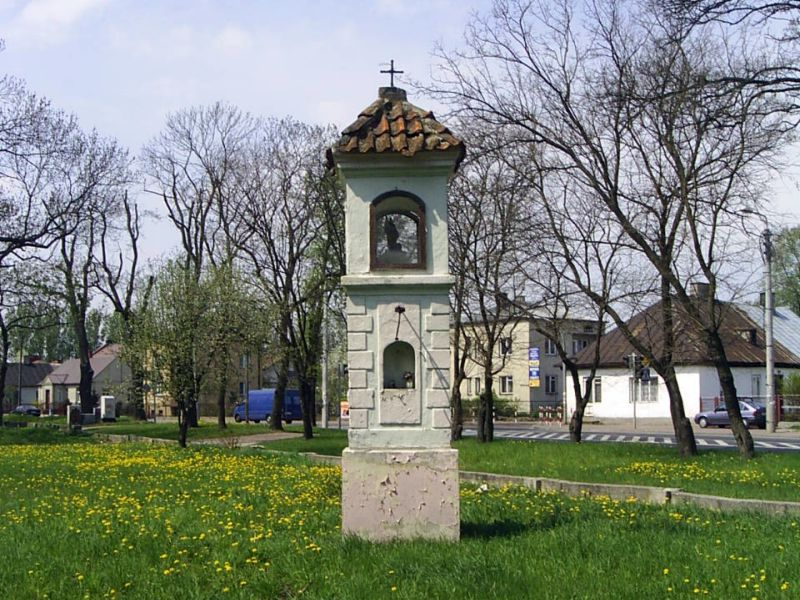
Old chapel
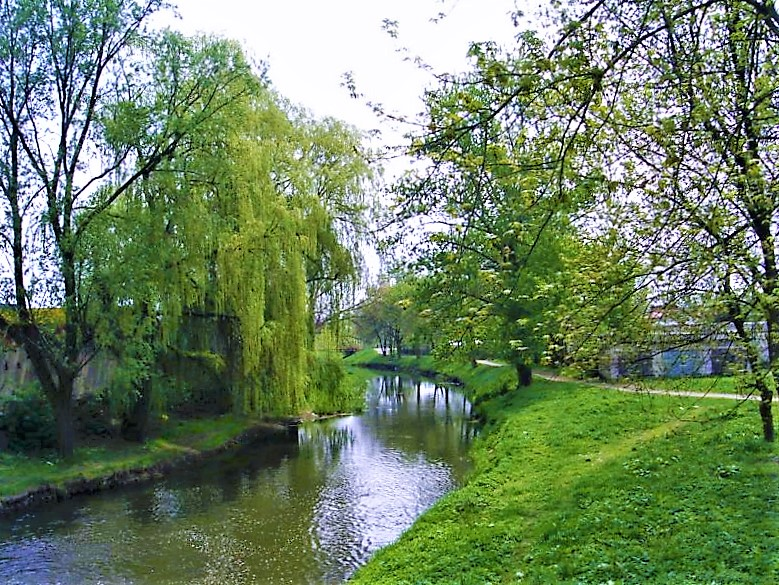
Krzna river
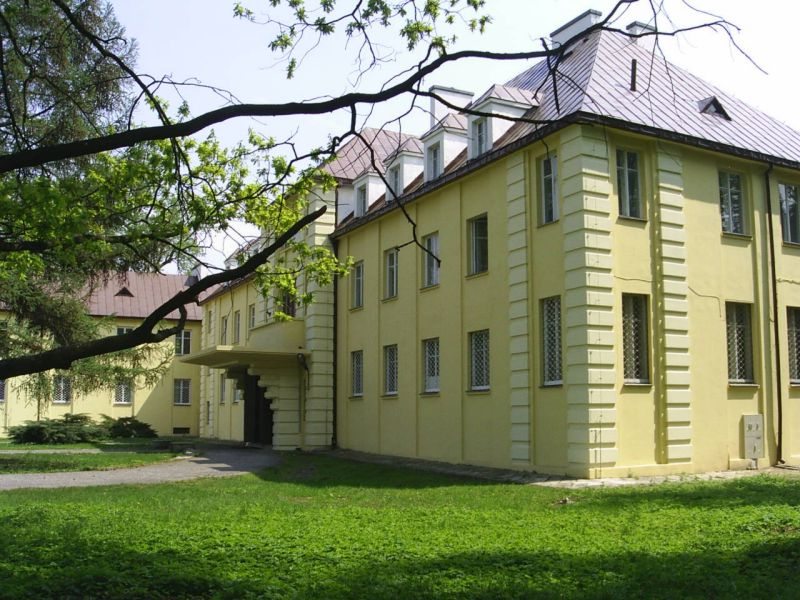
Potocki's Palace in Międzyrzec Podlaski